# 米基希夫卡
48°14′26″N 39°57′2″E / 48.24056°N 39.95056°E
米基希夫卡（烏克蘭語：Микишівка）是位於烏克蘭東部的村莊，由盧甘斯克州多夫然斯克區的索羅基內市鎮負責管轄。該村始建於1951年，面積1.44平方公里，海拔高度63米，2001年人口91，人口密度每平方公里63.3人。